# Banda Casaroli
La banda Casaroli era una banda criminale responsabile di una serie di rapine compiute in Italia, nell'autunno del 1950, da tre amici di Bologna e da due gregari.
La storia della banda, pur con qualche differenza rispetto alle cronache giudiziarie riportate dai giornali dell'epoca, è stata raccontata da diversi autori.

## Componenti
I tre principali componenti della banda fraternizzarono nel carcere bolognese di San Giovanni al Monte dove furono rinchiusi per reati commessi dopo la fine della guerra.
- Paolo Casaroli (Bologna 1925 – 1993), figlio di un fabbro, da ragazzo aveva appreso a Faenza il mestiere di ceramista. Nel 1944 si arruolò nella X Mas di Junio Valerio Borghese. Dopo la guerra tentò un'estorsione[3] che gli costò il carcere fino al 1950. Tra le sue letture preferite c'erano Nietzsche e D’Annunzio.
- Romano Ranuzzi (Bologna 1927 – 1950) nel 1944 chiese di entrare nella GNR della Repubblica di Salò, ma, essendogli stato negato l'arruolamento per motivi di età, cambiò bandiera e si aggregò ad un gruppo di partigiani bolognesi. Nel dopoguerra rapinò una banca tentando una fuga in tram, ma fu preso e anche lui fu incarcerato fino al 1950. Leggeva Sartre e Lombroso.
- Daniele Farris (Bologna 1927 – 1950) si arruolò nella Brigata Nera Mobile Attilio Pappalardo di Bologna, ma a guerra finita conobbe il Ranuzzi, divenne un suo fedelissimo complice, e lo seguì in carcere, uscendone nel 1949.

I tre giovani si ritrovarono nell'estate del 1950 a filosofeggiare e a vagheggiare una vita da superuomini fatta di avventura, disponibilità di denaro e belle donne. Ben presto si procurarono le armi e passarono all'azione, ingaggiando dei fiancheggiatori come Giovanni De Lucca, ex brigatista nero, e Lorenzo Ansaloni, meccanico e abile autista.

## Crimini
Martedì 3 ottobre 1950 fu assaltata la succursale di Binasco della Cassa di Risparmio delle Provincie Lombarde. Nella banca, Casaroli e Ranuzzi legarono il direttore e i due impiegati, e arraffarono seicentomila lire o poco più. Fuori ad attenderli c'erano De Lucca che faceva il palo e, alla guida di un'auto con la targa falsa, Giacomo Torchi, un giovane ingenuo che era stato coinvolto per l'occasione e che dopo il ritorno a Bologna fu subito congedato con un modesto compenso e tante minacce.
La seconda rapina fu compiuta lunedì 9 ottobre ai danni della succursale del Banco di Roma di Ca' de Pitta alla periferia di Genova, nei pressi del macello pubblico. Casaroli, Ranuzzi e Farris arrivarono con un'auto guidata da Lorenzo Ansaloni. Tenendo impiegati e clienti sotto la minaccia delle armi svuotarono la cassaforte e portarono via circa sei milioni, compreso un milione sottratto a un cliente che era entrato per versarlo sul suo conto. Dopo una breve fuga in auto, i tre rapinatori presero un treno dirigendosi a Torino e Ansaloni ritornò da solo a Bologna.
Il mese seguente, a Torino, commisero la loro terza rapina. Giovedì 23 novembre, la banda, al gran completo, prese d'assalto l'agenzia n. 8 della Cassa di Risparmio di Torino, in via Stradella. Mentre Ansaloni attendeva poco distante nell'auto a motore acceso, e De Lucca rimaneva fuori armato, Casaroli, Ranuzzi e Farris entrarono in banca spianando le armi, e intimando ai presenti di stendersi a terra a faccia in giù. Farris si piazzò vicino all'ingresso, Casaroli e Ranuzzi saltarono oltre il bancone e presero i soldi a portata di mano, circa novecentomila lire, senza accorgersi di alcuni milioni custoditi altrove. Quando uscirono, Ansaloni si avvicinò con l'auto, e tutti salirono a bordo riuscendo a dileguarsi, nonostante qualcuno li avesse visti fuggire. Casaroli, Ranuzzi, Farris e De Lucca rientrarono a Bologna prendendo un treno alla stazione di Porta Nuova; Ansaloni, invece, tornò da solo con l'auto.
Venerdì 15 dicembre tentarono il colpo grosso a Roma nell'agenzia n. 3 del Banco di Sicilia, in viale Trastevere. Casaroli, Ranuzzi, Farris e De Lucca arrivarono sul posto con una Fiat 1400 noleggiata a Bologna, e guidata da Ansaloni. Casaroli, seguito dagli altri tre, entrò per primo armato di pistola e intimò il "mani in alto", ma un cassiere ebbe una pronta reazione, riuscendo a prendere una pistola e a sparare. Un altro impiegato, il ragionier Nicola Civiletti, tentò di uscire dalla banca, ma si trovò la strada sbarrata da De Lucca che stava entrando armato di mitra e lo affrontò afferrandogli l'arma; De Lucca lasciò il mitra ed estratta una pistola colpì il Civiletti con una pallottola al ventre. Contemporaneamente, mentre un fattorino tentava di disarmare un altro bandito e un secondo cassiere si univa alla sparatoria, partì una raffica dal mitra di Farris, e un proiettile raggiunse nel suo ufficio il direttore che, essendo malato di cuore, in un primo momento fu ritenuto vittima di un infarto. Con una fuga rocambolesca, Ansaloni riportò l'auto a Bologna da solo, riuscendo a superare i numerosi posti di blocco delle forze dell'ordine, mentre gli altri quattro rientravano in treno.
Il giorno dopo, sabato 16 dicembre 1950, a Bologna, ci fu il tragico epilogo delle imprese criminali della banda. La pista seguita per identificare i delinquenti consistette nella ricerca, in tutta Italia, della Fiat 1400. Casaroli aveva avuto l'auto da Ovilio Marchesini, un noleggiatore, il quale non avendone una disponibile, si era rivolto a un suo collega, Balboni, che in precedenza aveva rifiutato le garanzie offertegli da Casaroli, essendo a conoscenza dei suoi precedenti. Quando il sabato mattina l'auto gli fu riconsegnata, segnalò alla polizia la circostanza e i chilometri percorsi. Gli agenti di polizia Giuseppe Tesoro e Giancarlo Tonelli, intorno alle 13 e 30, si recarono all'abitazione di Casaroli in via San Petronio Vecchio 44; non essendovi ancora nessun preciso sospetto, pensavano ad un controllo di prassi sui movimenti di un pregiudicato. Mentre Tesoro attendeva nell'androne del palazzo, Tonelli entrò da Casaroli, che era in compagnia di Ranuzzi, e invitò entrambi a seguirlo in questura. Pensando di essere stati scoperti, i due malviventi reagirono, colpendo l'agente e disarmandolo. Nella fuga spararono all'altro agente che fu raggiunto da un colpo mortale, e si impadronirono anche della sua pistola. Tonelli tentò di inseguirli in strada, ma, in via Santo Stefano, i due balzarono su un tram, e gli spararono contro. Quando poco dopo ne discesero, poiché il mezzo era troppo lento, furono affrontati da Mario Chiari, un pensionato ex brigadiere dei carabinieri, che tentò di ostacolarli, ma venne ucciso. Sentendo gli spari, il vigile urbano Luigi Zedda,  in servizio all'incrocio di via Santo Stefano con via Guerrazzi, accorse con la pistola in mano, ma fu ferito a una coscia e cadde a terra. Subito dopo i banditi spararono anche a un tassista, Antonio Morselli, uccidendolo, perché si era rifiutato di farli salire, cercando poi di allontanarsi. Mentre nella zona accorrevano altri vigili urbani, agenti di polizia, e due carabinieri, Casaroli e Ranuzzi fermarono, una dopo l'altra, tre auto di passaggio, ma nella concitazione non riuscirono a farle ripartire. Pur armati ciascuno di due pistole con le quali sparavano all'impazzata, Casaroli e Ranuzzi non poterono sfuggire al fuoco delle guardie. Ranuzzi, colpito all'inguine, si sparò un colpo alla tempia sul sedile posteriore della seconda auto; Casaroli, dopo aver tentato invano di mettere in moto la terza vettura, ne uscì, e stramazzò al suolo, ferito gravemente. Le prime notizie lo dettero per morto. Fu così che Daniele Farris, pensando di essere l'unico superstite del terzetto, la sera stessa entro nel Cinema - Teatro - Manzoni, il quale proiettava il film I gangsters, di Robert Siodmak, e si sparò un colpo al cuore, lasciando un biglietto nel quale esprimeva il suo rimorso per non essere stato con gli amici nell'ultima efferata impresa.

## Processi e sentenze

### Primo grado
Il processo alla banda, ai suoi complici e ai suoi favoreggiatori, fu celebrato a Bologna in corte d'assise nel luglio del 1952.
Paolo Casaroli, considerato il capobanda, era il principale imputato e per tutto il corso del processo mantenne un atteggiamento sfrontato e spavaldo. Insieme a lui dovettero rispondere di associazione a delinquere anche Giovanni De Lucca, Lorenzo Ansaloni, Giacomo Torchi e, a piede libero, Ezio Grandi. Quest'ultimo, ragioniere, ma con due pesanti condanne penali alle spalle, pur non avendo mai partecipato alle rapine, fu accusato di aver collaborato alla loro organizzazione e di aver fornito una copertura ai componenti in quanto, essendo proprietario di un'agenzia pubblicitaria, aveva nominato suoi ispettori Casaroli, Ranuzzi e Farris.
Imputati minori, a vario titolo, furono Walter Biason, per il furto di una carta d'identità ceduta poi alla banda, Ovilio Marchesini, per il noleggio della Fiat 1400, Giovanni Sardella per ricettazione di denaro, Cesare Lercker, un armaiolo che aveva venduto un silenziatore a Casaroli, e, infine, Concetta Impaglioni, madre del Casaroli, per la ricettazione dei soldi che il figlio le passava facendole credere che provenivano da un contrabbando di orologi.
Sebbene il difensore di Casaroli avesse chiesto l'infermità mentale per l'assistito, la sentenza lo condannò all'ergastolo con due anni di isolamento diurno.
Trenta anni di reclusione furono irrogati al De Lucca; ventisette anni e otto mesi ad Ansaloni; due anni e quindici giorni, corrispondenti al periodo di detenzione già scontato, a Giacomo Torchi, l'autista del primo colpo; quattro anni e sei mesi al Grandi.
Ovilio Marchesini fu assolto, Walter Biason fu condannato a quattro mesi, Giovanni Sardella a nove mesi con la condizionale, Concetta Impaglioni a tre mesi. La posizione di Cesare Lercker venne stralciata dal processo in Assise e rinviata al tribunale ordinario.

### Secondo grado
Il processo d'appello si tenne sempre a Bologna nell'ottobre 1953. Le pene per De Lucca ed Ansaloni furono inasprite: il primo ebbe l'ergastolo con sei mesi di isolamento diurno, il secondo trent'anni di reclusione. Per tutti gli altri furono confermate tutte le condanne di primo grado.

### Cassazione
Nel 1954, a fine giugno, la Corte di Cassazione respinse il ricorso presentato dai condannati alle maggiori pene. In particolare venne ritenuta legittima la decisione dei giudici di respingere la richiesta di perizia psichiatrica per il Casaroli.
Paolo Casaroli in carcere cambiò completamente atteggiamento, studiò la psicologia di Carl Gustav Jung e si diede alla pittura; divenne un uomo talmente pacifico al punto che l'attore Renato Salvatori, andandolo a conoscere nel carcere di Porto Azzurro, sull'isola d'Elba, prima di interpretarlo nel film La banda Casaroli, di Florestano Vancini, lo definì addirittura "frocio" e "quasi come una specie di travestito". Scontò la detenzione sino all'inizio di marzo del 1979. Una volta uscito dal carcere si sposò, si stabilì a Marzabotto e continuò a dipingere; nel 1980 ebbe il figlio Raffaele, chiamato in memoria di suo padre, e nel 1981 ebbe la prima personale presso la Galleria d'arte L'Ariete, a Bologna. Affetto da cardiopatia, nell'ultima parte del 1992, a 67 anni, venne ricoverato a Bologna al Policlinico di S. Orsola, e morì nella notte di Capodanno.

## Nella cultura di massa
Nel 1962 uscì La banda Casaroli, di Florestano Vancini.